# 笠井しげ
笠井 薫明（かさい しげあき、1991年5月11日 - ）は、日本の俳優である。旧芸名は笠井 しげ（かさい しげ）。アイドルグループZEN THE HOLLYWOODリーダーとして活動する。グループカラーは緑。
「イケメンもんじゃ男子」としても活躍。
埼玉県出身。セドナエンタープライズ所属。私立日出高等学校卒業。

## 略歴
映画『14歳』の一般公募オーディションに合格し俳優デビュー。エビス大黒舎に所属となり以降も学生役などで映画・テレビドラマに出演。
2009年2月、「笠井薫明」から「笠井しげ」に改名。
2011年3月に所属事務所移籍を発表。同年公開の映画『アジアの純真』で主演（韓英恵とW主演）を務めた。
2013年、山田諒とボーカルユニットSherry Feitを結成。同年4月に『少年ハリウッド』プロジェクト発のユニット候補生となり、ZEN THE HOLLYWOODのメンバーとなる。2014年4月、ユニットのリーダーに就任する。
趣味・特技は読書、料理、バスケットボール・映画鑑賞など。

## 出演

### テレビドラマ
- セクシーボイスアンドロボ（2007年4月 - 6月、日本テレビ） - ニコの同級生役
- 愛のうた! 第13話（2007年10月、TBS）
- 恋して悪魔〜ヴァンパイア☆ボーイ〜 （2009年7月 - 9月、フジテレビ） -　毛利元気 役
- 私が初めて創ったドラマ『ウラ声ボーイズ』（2009年12月、NHK-BShi） - 吉田 役
- Q10（2010年10月 - 12月、日本テレビ） -　鷲田一 役
- ドラマW 締め出し（2011年4月、WOWOW）
- 花ざかりの君たちへ〜イケメン☆パラダイス〜2011 （2011年7月 - 9月、フジテレビ） -　百舌鳥康 役
- 妖怪人間ベム 第1話（2011年10月22日、日本テレビ） -　松下哲 役
- ティーンコート 第5話・6話（2012年2月7日・14日、日本テレビ） - 押上隆志 役
- 金曜特別ロードショー ANOTHER GANTZ（2012年4月22日、日本テレビ）
- 鍵のかかった部屋 第5話（2012年5月14日、フジテレビ）
- ぼくの夏休み（2012年7月、東海テレビ） - 野々村信介 役
- お父さんは高校生（2014年3月、NHK BSプレミアム） - 菅原 役
- 世にも奇妙な物語 '14秋の特別編「未来ドロボウ」（2014年10月、フジテレビ）- 晴翔 役

### 映画
- イヌゴエ 幸せの肉球（2006年） -  田舎のヤンキー 役
- 14歳（2007年） - 芝川道菜 役
- キズモモ。（2008年） - バイト先の後輩 役
- PASSION（2008年） - 葛西 役
- 大阪ハムレット（2009年） - ヤンキーバン 役
- ランディーズ（2009年） - シゲル 役
- 秘孔（2010年） - 相田雄太 役
- タクミくんシリーズ3〜美貌のディテイル〜（2010年）
- ユリ子のアロマ（2010年）- いち 役
- 嘘つきみーくんと壊れたまーちゃん（2011年）
- ランウェイ☆ビート（2011年）
- パラダイス・キス（2011年）
- アジアの純真（2011年） - 主演・高校生 役
- もしもし、詐欺ですけど（2013年）インディペンデント作品　-　主演・リョータ 役

### オリジナルビデオ
- ピュアハート（2007年）
- すんドめ3（2008年）

### WEBドラマ
- 快感ストロベリー〜秘蜜の花園〜（2011年、BeeTV）

### 舞台
- あしあと〜心に咲く花〜（2007年9月） - 加藤タカオ 役

### ミュージックビデオ
- フレンチ・キス「ずっと 前から」（2011年） - ドラマパート 不良のサード 役

### その他
- ZAKZAK連載「イケメンもんじゃ男子」（2015年2月 - ）